# 세무대학
세무대학(稅務大學)은 세무대학설치법에 근거하여 1980년 4월 17일 세무 인력 양성을 위한 2년제 특수목적대학으로 설립되어 운영되어오던 중 2001년 2월 28일 폐지된 국립전문대학이다. 세무대학장은 1급 공무원이 임명되었고 당시 세무대학 졸업자는 재무부, 국세청, 관세청 등의 8급 공무원으로 특별채용되었다. 19회에 걸쳐 5099명의 졸업생을 배출하였다. 경기도 수원시 장안구 경수대로 1110-17에 있던 캠퍼스 부지는 국세공무원교육원 부지로 2015년까지 활용되었다. 2001년 폐지될 때까지 운영된 기간은 20년 10개월 11일이다.

## 설립 근거
- 세무대학설치법 (제정 1981.4.13 법률 제3429호 제1조)[1]

## 연혁
- 1980년 4월 17일 국립 세무전문대학 설립
- 1981년 3월 17일 재무부 소속 국립 세무전문대학 개교
- 1981년 7월 14일 국립 세무대학으로 개편
- 1994년 12월 23일 재정경제원 소속으로 변경
- 1998년 2월 28일 재정경제부 소속으로 변경
- 2001년 2월 28일 정부 구조조정으로 세무대학 폐지

## 조직

### 세무대학장
- 교수부 ( 1981.12 ~ 1994.12 )
- 교무과 ( 1981.12 ~ 1994.12 )
- 서무과 ( 1981.12 ~ 1994.12 )
- 학생과 ( 1981.12 ~ 1994.12 )

## 소속 기관
- 조세문제연구소 ( 1982.03 ~ 1998.01 )

## 교육편제
다음은 폐지되기 직전까지 남아있던 세무대학의 전문학사 학위 과정 일람이다.
- 내국세학과
- 관세학과

## 특전
- 학비 전액 면제
- 재학생 전원 기숙사 생활
- 졸업 후 8급 공무원 특별 채용

## 같이 보기
- 재무부
- 국세청
- 관세청
- 국세공무원교육원
- 웅지세무대학교